# Bring It On (Racoon)
Bring It On is een nummer van de Nederlandse band Racoon uit 2017. Het is de eerste single van hun EP Look Ahead, wat later resulteerde in hun zevende studioalbum Look Ahead and See the Distance.
Het vrolijke nummer behaalde de 10e positie in de Nederlandse Tipparade. Begin 2018 haalde het nummer ook in Vlaanderen de Tipparade.